# 779 Нина
779 Нина (енгл. 779 Nina) је астероид главног астероидног појаса. Приближан пречник астероида је 76,62 ,
а средња удаљеност астероида од Сунца износи 2,666 астрономских јединица (АЈ).
Инклинација (нагиб) орбите у односу на раван еклиптике је 14,575 степени, а орбитални период износи 1590,636 дана (4,354 године). Ексцентрицитет орбите астероида износи 0,223.
Апсолутна магнитуда астероида износи 8,30 а геометријски албедо 0,144.
Астероид је откривен 25. јануара 1914. године.